# Trófimo e Talo
Trófimo e Talo são santos mártires, sobre os quais pouco se sabe. Foram martirizados no século IV, em Laodiceia.